# ブレット・タグル
ブレット・タグル (Brett Tuggle, 1951年9月23日 - 2022年6月19日)は、アメリカ合衆国のミュージシャン、キーボーディスト、作曲家。フリートウッド・マックやデイヴィッド・リー・ロスバンドで活動した。

## 経歴
コロラド州デンバーの農家の家で生まれ育つ。ラジオでロイ・オービソンの「オー・プリティ・ウーマン」を聴いて衝撃を受け、音楽に興味を持つ。また、祖母や母親のピアノの演奏を家で鑑賞しており、小学1年生からピアノを習い始める。10代の時にザ・ディメンションズ、U.S.メイル、フェドラなど地元のバンドで活動する。その後デンバーを離れてテキサスのバンドで活動をし、フォーク音楽のスタイルを学ぶ。それからデンバーに戻ってヘッド・ファーストというバンドを結成。
1979年、プロデューサーのキース・オルセンに招かれてロサンゼルスに活動拠点を移す。
ロサンゼルスに拠点を移した後はステッペンウルフやリック・スプリングフィールド・バンドで活動した後、1988年にデイヴィッド・リー・ロス・バンドに加入。セカンドアルバムの「スカイスクレイパー」ではロスと「まるっきりパラダイス (Just Like Paradise)」を共作し、ロスのソロ史上最高のヒット作となった。
1992年、ミック・フリートウッドに誘われてザ・ズーに加入。この他にスティーヴ・ルカサー、クリス・アイザックなどのアーティストとも活動した。
1997年、ホワイトスネイクに加入し「レストレス・ハート」のレコーディングに参加。同年、フリートウッド・マックにサポートメンバーとして加入。
2018年、リンジー・バッキンガムがスケジュールの折り合いがつかないことを理由にバンドを脱退するとほぼ同時にタグルも脱退。バッキンガムと共に活動を始める。

2022年6月19日、癌の合併症のため死去。享年70。息子のマットはローリング・ストーンで「父は家族からとても愛されていました。家族は病気の間ずっと彼と共にいました。彼は素敵な父親でした。彼は僕の人生に音楽を与えてくれました」とコメントを発表した。